# 孙敬媛
孙敬媛（1987年5月21日—），吉林长春人，毕业于吉林艺术学院，中国回族女歌手、女演员，2012年第30届伦敦奥运会宣传形象大使。

## 生平
1987年，孙敬媛出生在吉林省长春市，大学毕业于吉林艺术学院，现在是北京巨亿天华文化公司和潮牌的董事长。

### 争议
孙敬媛担任2012年第30届伦敦奥运会宣传形象大使之后，2012年6月27日，孙敬媛穿着镂空装在北京市三里屯兰桂坊酒吧观看2012年欧洲杯半决赛：西班牙VS葡萄牙，引发路人侧目；在欧洲杯女王活动上，则当众脱衣，事后解释说：“你可以穿着任何衣服跳，也可以什么都不穿，当你发现自己的身体是自由的，那就算最性感最快乐的事。”

## 作品

### 音乐专辑
| 名字         | 发行日期  | 语言 | 制作公司 | 出版公司 | 备注 |
| ------------ | --------- | ---- | -------- | -------- | ---- |
| 《人鱼歌姬》 | 2011年8月 | 国语 | 巨亿天华 | 巨亿天华 |      |
| 《请忘记我》 | 2012年5月 | 国语 | 巨亿天华 | 巨亿天华 |      |

### 电影
| 年份   | 中文名称   | 角色 | 备注   |  |
| ------ | ---------- | ---- | ------ |  |
| 2011年 | 爱情四重奏 |      | 陈菲儿 |  |

### 电视剧
| 年份   | 中文名称   | 角色   | 备注 |
| ------ | ---------- | ------ | ---- |
| 2011年 | 孝子诊所   | 黄玉书 |      |
| 2011年 | 摩登新人类 | 艾莲娜 |      |
| 2014年 | 玲珑局     | 方翰武 |      |